# لله لو (أرشق)
لله لو (بالفارسية: لله‌لو) هي قرية تقع في إيران في أردبيل. يقدر عدد سكانها بـ 255 نسمة .